# RTV Zwolle FM
RTV Zwolle FM is een voormalige Nederlandse lokale omroep in Zwolle.

## Geschiedenis
De lokale omroep in Zwolle werd voorheen uitgezonden door Omroep Zwolle. Toen deze zender zijn uitzendingen moest staken (wegens faillissement), diende Stichting Zwolse Omroep Organisatie een licentieaanvraag in bij het Commissariaat voor de Media om de lokale publieke omroep van Zwolle te worden. Nadat de licentieaanvraag een feit was geworden, besloot de omroep om onder de naam RTV ZOo uit te gaan zenden. In september 2010 begon de omroep zijn radio-uitzendingen met verschillende programma's voor verschillende doelgroepen, aangevuld met nieuws, weer en sport.
In oktober 2017 werd RTV ZOo omgedoopt tot RTV Zwolle FM. RTV Zwolle FM had behalve een radiostation op de Zwolse kabelomroep en radiofrequentie ook een eigen kabelkrant.

## Frequenties
RTV Zwolle FM zond tot oktober 2020 uit in Zwolle op de publieke FM-frequenties en tv-kanalen. Met het overgaan van de licentie naar RTV Focus dat jaar, gingen die frequenties en kanalen ook over naar de nieuwe publieke omroep van Zwolle.